# قسم جزيرة مينو الريفي
قسم جزيرة مينو الريفي (بالفارسية: دهستان جزیره مینو) هي قسم تقع في إيران في Minu District. يقدر عدد سكانها بـ 6,372 نسمة .